# Dionysius-Schatz

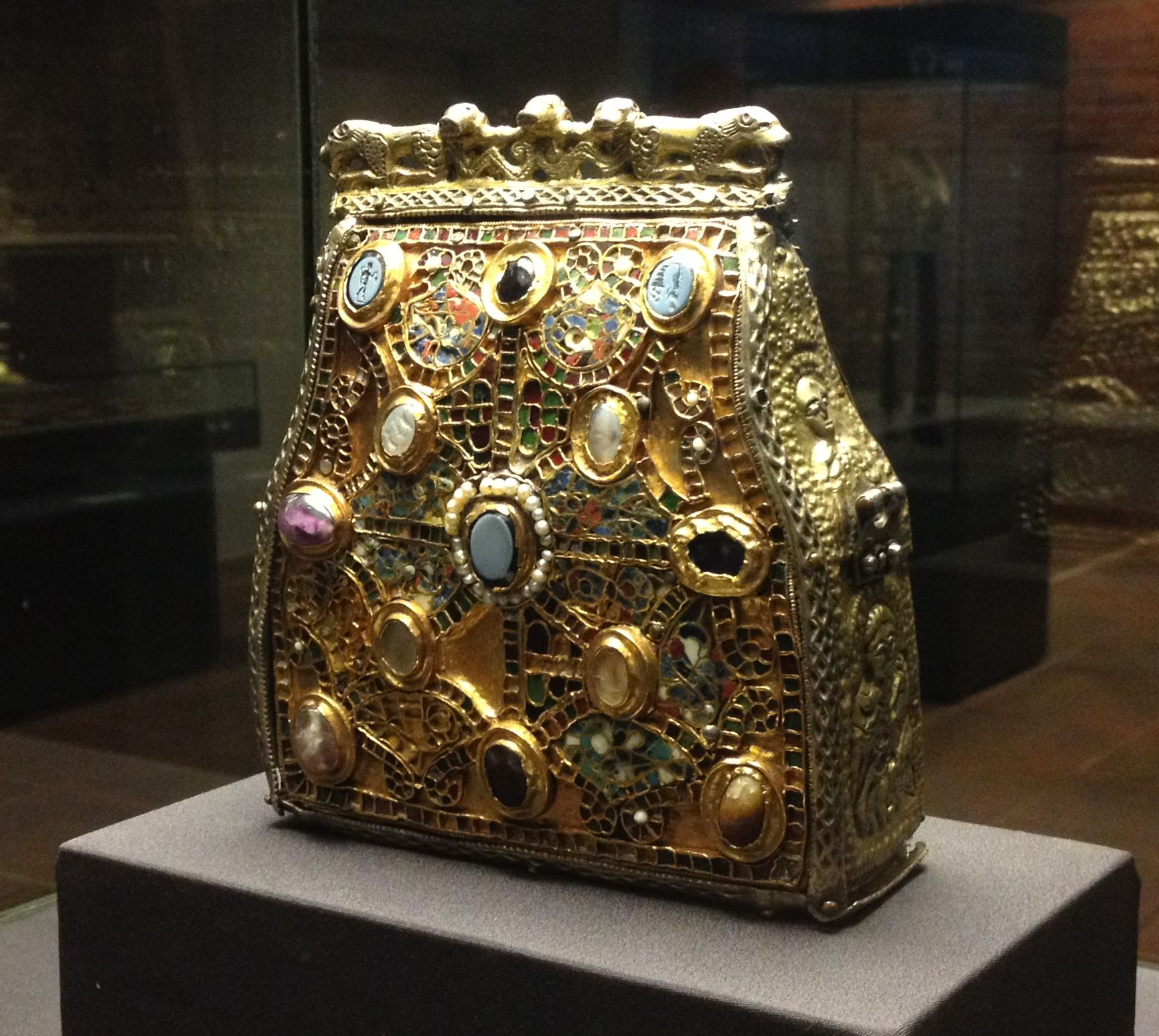
Engerer Burse, Bursenreliquiar mit Schmucksteinen und antiken Gemmen, 8. Jahrhundert

Der Dionysius-Schatz (auch: Dionysschatz) ist die Reliquien- und Kleinodiensammlung des historischen Stiftes Enger in Westfalen. Er ist benannt nach einem Patron des Stiftes, dem Heiligen Dionysius von Paris. Der Schatz besteht aus kunsthandwerklichen Gegenständen des Mittelalters. Herausragend ist ein mit Goldblechen und antiken Gemmen versehenes Bursenreliquiar aus dem 8. Jahrhundert, welches zu den Arbeiten höchsten Ranges karolingischer Goldschmiedekunst gezählt wird (sogenannte Engerer Burse).

## Bestand und Verwahrung
Der Dionysius-Schatz besteht aus heute 16 von ehemals 32 Gegenständen, die seit 1885 im Besitz des Berliner Kunstgewerbemuseums sind. 14 Stücke werden in der Sammlung am Kulturforum Potsdamer Platz gezeigt. Zwei zugehörige Bände eines Missale von 1486 werden in der Handschriftensammlung der Staatsbibliothek Berlin verwahrt.
Teile des Schatzes sind seit 1945 verschollen und vermutlich bei Kriegsende verbrannt, darunter die aus dem 13.–14. Jahrhundert stammende Eichenholztruhe, in welcher der Schatz bis zu seiner Überführung nach Berlin verwahrt worden ist. Die kostbarsten und kunsthistorisch bedeutsamsten Stücke sind erhalten.
Historische Standorte des Schatzes waren bis 1414 die Stiftskirche St. Dionysius in Enger und bis 1885 die St. Johanniskirche in Herford.

## Geschichte
Das Stift Enger wurde 947 von Königin Mathilde gegründet. Ihr Sohn König Otto I. stattete es zwischen 947 und 968 mehrfach belegt durch Schenkungen aus, darunter Reliquien des Heiligen Dionysius von Paris. Es ist zu vermuten, dass in dieser Zeit königlicher Zuwendungen auch wertvolle kunsthandwerkliche Stücke in den Besitz des Stiftes gelangt sind, in denen die Reliquien verwahrt wurden und die den Kernbestand des Schatzes bildeten. Einzelheiten sind nicht dokumentiert.
Die älteste Benennung des Schatzes findet sich in einem Verzeichnis aus der ersten Hälfte des 12. Jahrhunderts, das dem zugehörigen Evangelistar beigefügt wurde und das mit einem christlichen Bannfluch (Anathema) versehen ist; darin wird all jenen die Strafe der Hölle angedroht, die dem „Schatz des Heiligen Dionysius“ etwas fortnehmen.
Zwischen dem 11. und 15. Jahrhundert kamen weitere Stücke zu dem Schatz hinzu, deren Erwerbsumstände aber unbekannt sind.
1414 wurde das Stift Enger aus Sicherheitsgründen in die befestigte Stadt Herford verlegt. Neuer Verwahrungsort des Dionysius-Schatzes wurde die dortige St. Johanniskirche.
Nach dem 15. Jahrhundert wurde der Schatz nur noch um wenige, meist bescheidene Gegenstände erweitert. Im Zuge der Reformation, die das Stift im 16. Jahrhundert erfasste, muss der liturgische Gebrauch der Reliquien geendet haben.
1810 erfolgte auf Grundlage des Reichsdeputationshauptschlusses die Auflösung des Stiftes. Neuer Eigentümer des Schatzes wurde das Königreich Westphalen und, nach dessen Auflösung, 1813 der Preußische Staat. Dieser beließ den Schatz in der Johanniskirche, wo er vom Presbyterium nur gelegentlich interessierten und hochgestellten Personen gezeigt wurde, so 1833 dem preußischen Kronprinzen.
Anlässlich seiner Thronbesteigung 1840 übersandte die Stadt Herford dem preußischen König Friedrich Wilhelm IV. aus dem Schatz die kleine Schale, welche als „Taufschale Widukinds“ bekannt war, als ein Huldigungsgeschenk, das dieser 1845 der Königlich Preußischen Kunstkammer zuwies, aus der später das Kunstgewerbemuseum hervorging.
Zwischen 1866 und 1880 wurde der Schatz wissenschaftlich erfasst und durch Veröffentlichungen in Büchern, Zeitschriften und durch Ausstellungen in München, Münster und Düsseldorf weithin bekannt.
Nach einem Diebstahlsversuch wurde der Schatz 1885 in das Kunstgewerbemuseum Berlin überführt.

## Kunsthistorische Bedeutung
Als bedeutendste Teile des Schatzes gelten das Bursenreliquiar, das goldene Reliquienkreuz, die „Taufschale Widukinds“, das Evangelistar, das Reliquiar mit großem Bergkristall und das Sirenen-Aquamanile.
Das Bursenreliquiar („Engerer Burse“) wird von Kunsthistorikern beurteilt als „eines der kostbarsten Werke der Goldschmiedekunst, die sich aus dem frühen Mittelalter erhalten haben“; es zeige als eines der „ganz wenigen Zeugnisse den hohen Stand der frühkarolingischen Goldschiedekunst“ und sei auch „eines der wichtigsten Denkmäler abendländischer Emailkunst“.
Das Sirenenaquamanile gilt als „erstrangiges Werk mittelalterlichen Bronzegusses“ und als „einziges Exemplar dieses Typus“.
Auffallend am Dionysius-Schatz ist seine heterogene Zusammensetzung. Er umfasst sowohl einfache handwerkliche Arbeiten wie auch Goldschmiedewerke von höchstem Rang. Bedenkenswert ist, dass er nicht der Schatz einer Bischofskirche war, sondern der eines kleinen und abgelegenen Stiftes, das nicht über große Eigenmittel verfügte. Der Schatz spiegelt somit die wechselvolle Geschichte des Stiftes und seiner Zuwendungen durch fürstliche Gönner wider.
Erwähnenswert ist, dass das Stift Enger noch über weitere bedeutende Kunstwerke verfügte, die zwar nicht zu dem Dionysius-Schatz gezählt werden, in diesem Zusammenhang aber beachtet werden sollten: das sogenannte Widukindepitaph, eine der ältesten Grabplastiken Deutschlands aus dem 11. Jahrhundert, und der Codex Wittekindeus, ein Hauptwerk Ottonischer Buchmalerei.
Bei archäologischen Ausgrabungen in der Engerer Stiftskirche 1971–73 wurden zwei wertvolle Goldschmiedestücke gefunden, eine Fibel und ein Zierknopf, die – wie die Bursa – ins 8. Jahrhundert datiert werden und deren einstige Zugehörigkeit zum Stiftsschatz vermutet wird. Die Stücke werden im Widukindmuseum Enger verwahrt.

## Bezug zu Widukind und Widukind-Tradition
Neben der Verehrung des Heiligen Dionysius pflegte das Stift Enger seit dem 12. Jahrhundert auch eine sich verstärkende, heiligenartige Verehrung des bereits aus dem 8. Jahrhundert stammenden sächsischen „Herzogs“ Widukind: dessen Kirchgründung und Grablege in Enger man vermutete.
Aufgrund dieser Widukind-Tradition (Balzer) wurden auch Stücke des Stiftsschatzes mit dem sächsischen Adligen in Verbindung gebracht, insbesondere galt die „Taufschale“ als eines jener Geschenke Karls des Großen an Widukind, die in zeitgenössischen fränkischen Quellen erwähnt sind. Die Fassung der Schale ist jüngeren Datums, das Alter ihres Serpentinsteins unbestimmbar, vermutlich antik. Für die Bursa ist ein solcher Zusammenhang kunsthistorisch zwar möglich, aber nicht beweisbar; er wurde erst von der Forschung des 19. Jahrhunderts formuliert.

## Bestandteile des Dionysius-Schatzes
| Nr. | Bild      | Bezeichnung                                  | Erläuterung | Herkunft                                                                            |
| --- | --------- | -------------------------------------------- | --- | ----------------------------------------------------------------------------------- |
| 1.  |           | Bursenreliquiar („Engerer Burse“)            | Gold- und Silberblech, Steine, Perlen, Zellenschmelz, Holzkern. Das Reliquiar ist von unten zu öffnen, heute leer.                                                                             | Fränkisches Reich, 8. Jahrhundert.                                                  |
| 2.  |           | Schale und Futteral ("Taufschale Widukinds") | Grüner Serpentin, Bronze vergoldet. Fassungsinschrift: +MUNERE TAM CLARO DITAT NOS AFFRICA RARO („Mit so prächtiger und seltener Gabe beschenkt uns Afrika“). Futteral aus Lindenholz, bemalt. | Deutschland, 12. Jahrhundert.                                                       |
| 3.  |           | Goldenes Reliquienkreuz                      | Goldblech, Perlen, Steine, karolingischer Bergkristallschnitt, Niello, Holzkern. Inschrift: +DE LIGNO DO(MI)NI ("Vom Holz des Herrn").                                                         | Westfalen oder Niedersachsen, 12. Jahrhundert (Kreuzfuß spätgotisch)                |
| 4.  |           | Evangelistar                                 | Silber, teilvergoldet, Holzkern. Liturgische Handschrift, enthält ein angefügtes Schatzverzeichnis mit Anathema.                                                                               | Handschrift: St. Gallen, 10. Jahrhundert. Vorderdeckel: Westfalen, 12. Jahrhundert. |
| 5.  |           | Reliquiar mit großem Bergkristall            | Silber, teilweise vergoldet. Der Bergkristall ist einer der frühesten erhaltenen Hohlschliffe. In der Höhlung befanden sich ursprünglich Reliquien.                                            | Westfalen (Osnabrück?), um 1220.                                                    |
| 6.  |           | Sirenen-Aquamanile                           | Bronze. Rituelles Gießgefäß in Gestalt einer Sirene (Mischwesen aus Frau und Vogel). | Hildesheim, um 1230.                                                                |
| 7.  |           | Pyxis                                        | Knochen. Vermutlich Reliquienbüchse, deren Deckel verloren sind. | Lothringen?, 10. Jahrhundert.                                                       |
| 8.  |           | Reliquienkapsel                              | Silber, vergoldet. In zwei Hälften zerschnittene Reliquienkapsel. Die Bildgestaltung zeigt Beginn und Vollendung des Heilsgeschehens.                                                          | Norddeutschland, 15. Jahrhundert.                                                   |
| 9.  |           | Zwei große Vortragekreuze                    | Silberblech, Holzkern. Zwei weitgehend gleiche Prozessionskreuze einfacher Machart. | Norddeutschland, 15. Jahrhundert.                                                   |
| 10. |           | Kleines Reliquienkreuz                       | Kupfer, ehemals versilbert, innen hohl. Rückwärtige Öffnung zur Bergung von Reliquien im Innern.                                                                                               | Norddeutschland 15. Jahrhundert.                                                    |
| 11. |           | Duftkapsel ("Bisamapfel", "Duftapfel")       | Silber, getrieben, graviert. Zweihälftige Kugel zur Bergung von kostbaren Riechstoffen oder krankheitsabwehrenden Substanzen. Vermutlich am Gürtel getragen.                                   | Deutschland, 15. Jahrhundert.                                                       |
| 12. |           | Chormantelschließe                           | Silber, getrieben, teilweise vergoldet. Eine Inschrift verweist auf den Kanoniker Heinrich Fürstenau als Stifter.                                                                              | Westfalen (Osnabrück ?), datiert 1512.                                              |
| 13. |           | Deckelbüchse                                 | Lindenholz, bemalt. Einfaches Behältnis für Hostien oder Reliquien. | Norddeutschland, 15. Jahrhundert.                                                   |
| 14. |           | Lederkästchen                                | Leder, geschnitten, geprägt. Eine Inschrift deutet auf einen ursprünglich profanen Zweck des Kästchens hin.                                                                                    | Deutschland, 15. Jahrhundert.                                                       |
| 15. | Kein Bild | Zwei Seidenstickereien                       | Korporalienkasten mit besticktem Überzug zur Aufbewahrung von Kelchtüchern. Längliches Kissen.                                                                                                 | Norddeutschland, 15. Jahrhundert.                                                   |
| 16. | Kein Bild | Missale (zwei Bände)                         | Handschriften mit Malereien. Einbände aus Leder auf Holz. Die Bände beinhalten den Sommer- und Winterteil aller im Laufe eines Jahres benutzten liturgischen Texte, Gebete und Gesänge.        | Osnabrück, 1486.                                                                    |